# Chodecz
Chodecz (deutsch 1939–1945 Godetz) ist eine Stadt in Polen in der Woiwodschaft Kujawien-Pommern. Sie ist Sitz der gleichnamigen Stadt-und-Land-Gemeinde mit etwa 6100 Einwohnern.

## Geographische Lage
Chodecz liegt im Süden des Powiats Włocławski. Die Gemeinde grenzt an die Woiwodschaften Großpolen und Łódź.
Etwa 30 Kilometer nördlich der Stadt liegt Włocławek, 80 Kilometer südlich liegt Łódź.

## Geschichte
Die erste urkundliche Erwähnung des heutigen Chodecz stammt aus dem Jahr 1325 als Chodcza. Eine weitere Erwähnung 1418 nannte den Ort Chotech.
Das Stadtrecht nach Kulmer Recht erhielt der Ort am 2. November 1442 von Wladyslaw III. verliehen. Schon 1520 wurde die Stadt unter ihrem heutigen Namen Chodecz urkundlich erwähnt.
Sigismund III. Wasa erneuerte 1592 das Stadtrecht nach Magdeburger Recht. Damit einher ging das Recht der Stadt vier Jahrmärkte pro Jahr abzuhalten und Handwerkszünfte einrichten zu dürfen.
Während des Zweiten Nordischen Krieges fiel die Stadt Plünderungen und Brandschatzungen zum Opfer.
Bei der Zweiten Teilung Polens kam Chodecz 1793 an Preußen. Mit der Bildung des Herzogtums Warschau wurde die Stadt Teil desselben und 1815 Teil Kongresspolens. 1812 verlor Chodecz sein Stadtrecht, erhielt dieses aber etwa zehn Jahre später am 2. April 1822 wieder.
1867 verlor die Stadt erneut ihr Stadtrecht.
Nach dem Ersten Weltkrieg wurde die Stadt Teil des wiederentstandenen Polens und erhielt 1921 wiederum das Stadtrecht verliehen.
Während des Zweiten Weltkrieges wurde die Stadt 1939 von der Wehrmacht besetzt und später umbenannt in Godetz, Landkreis Leslau im Reichsgau Wartheland. Am 19. Januar 1945 marschierte die Rote Armee in Chodecz ein und übergab die Ortschaft an Polen. Chodecz wurde Sitz einer Gromada und ab 1973 einer Gemeinde.
Durch eine Verwaltungsreform in Polen wurde die Stadt 1975 Teil der neu gebildeten Woiwodschaft Włocławek. Seit einer erneuten Reform ist Chodecz Teil der Woiwodschaft Kujawien-Pommern.

## Kultur und Sehenswürdigkeiten

### Bauwerke
- die Kirche des Heiligen Dominikus
- die Kirche des Heiligen Jakob
- die Robin-Paulitz-Kirche
- der Kościuszki-Platz im Zentrum der Stadt
- das Denkmal für Tadeusz Kościuszko
- das Denkmal an Johannes Paul II.

### Sport
In der Stadt gibt ein Stadion sowie den Sportverein Zgoda (deutsch Eintracht).

## Gemeinde
Die Stadt-und-Land-Gemeinde (gmina miejsko-wiejska) umfasst neben der Stadt Chodecz 20 Dörfer mit Schulzenämter und insgesamt 52 Ortschaften.

## Wirtschaft und Infrastruktur
Vor allem die Landwirtschaft ist für die Gemeinde Chodecz von Bedeutung.

### Verkehr
Durch Chodecz führt die Woiwodschaftsstraße (droga wojewódzka) 269. Diese mündet im Nordosten nach etwa 20 Kilometern in die Europastraße 75 in Kowal. In der anderen Richtung verläuft sie zuerst nach Süd-Westen, biegt dann aber nach Westen ab und mündet, nach etwa 22 Kilometern, in der Woiwodschaftsstraße 270 bei Izbica Kujawsaka.
Der internationale Władysław-Reymont-Flughafen Łódź befindet sich etwa 80 Kilometer südlich der Stadt Chodecz.

### Bildung
In der Stadt gibt es den Schulkomplex Władysław Reymont (Zespół Szkół Wł. St. Reymonta) sowie eine Bibliothek.